# Tejado en diente de sierra

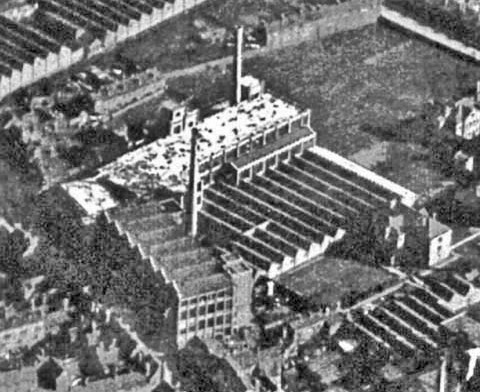
Fábrica construida para Morris Engines Ltd., en Gosford Street, Coventry en 1923, donde se aprecian sus naves con tejados en diente de sierra

Un tejado en diente de sierra es un tipo de cubierta que comprende una serie de crestas con que forman las cumbreras en las que se unen pares de vertientes con distintas inclinaciones a cada lado. Las superficies más empinadas suelen estar acristaladas y están orientadas en sentido contrario a la posición del ecuador para proteger a los trabajadores y a la maquinaria de la luz solar directa. Este tipo de techo permite disponer de luz natural en edificios de gran superficie y una sola altura, como naves industriales o fábricas.

## Ventajas

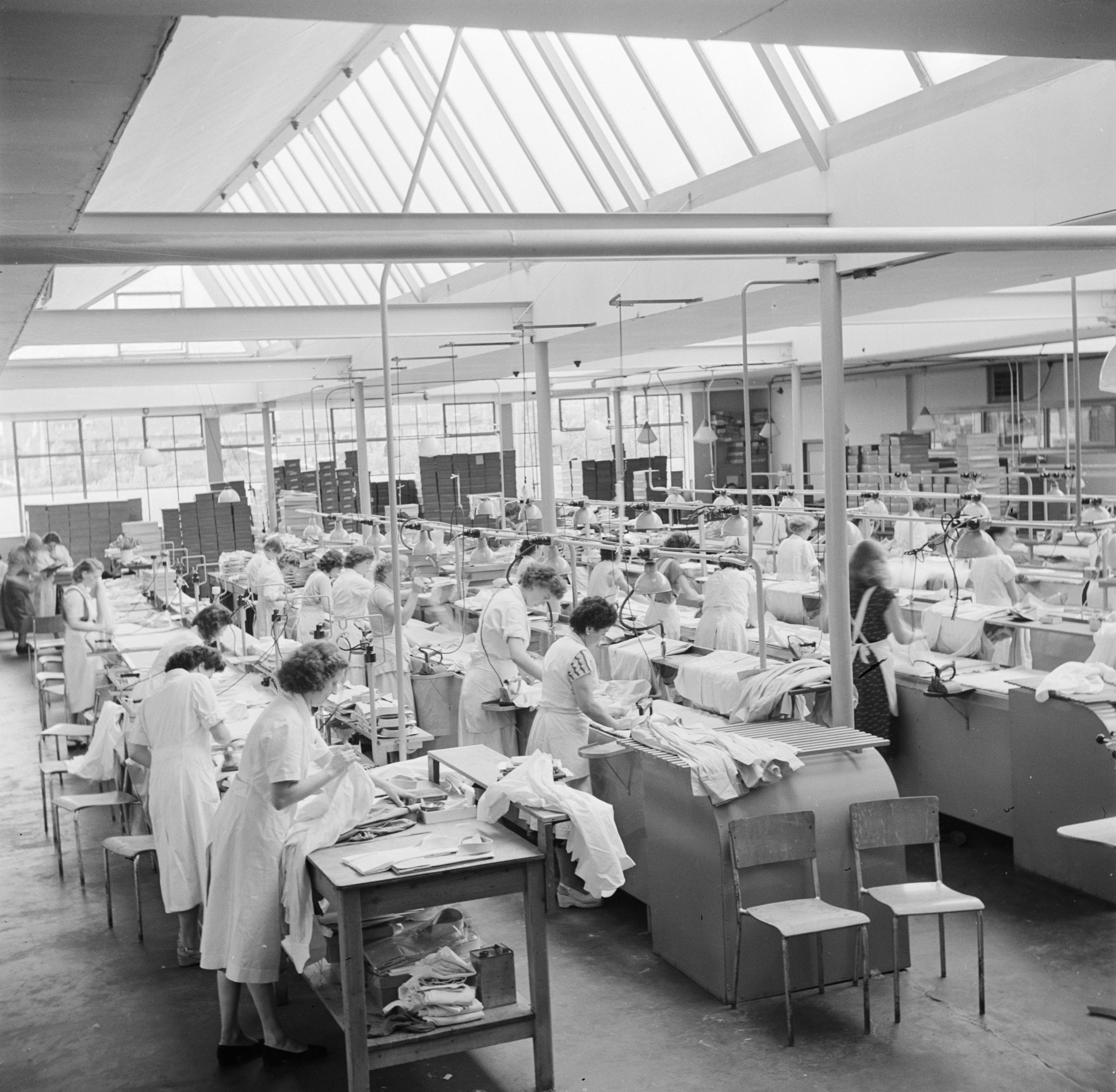
Iluminación natural en el interior de una nave techada con un tejado en diente de sierra

Disponer de luz natural en fábricas y talleres era un aspecto clave antes de que la iluminación eléctrica permitiera trabajar en estancias interiores sin depender de la luz del sol desde comienzos del siglo XX. El techo en forma de diente de sierra, con sus paneles de vidrio orientados en dirección opuesta al ecuador, bloquea la luz y el calor de la exposición directa al sol y proporciona una luz natural uniforme en un área grande. Fue particularmente útil en departamentos de diseño y de manufactura de todo tipo de fábricas.
Las estructuras en diente de sierra disponen de zonas acristaladas dispuestas con pendiente vertical o casi vertical integradas con la techumbre. Habitualmente se disponían en series de tres en tres, y se han utilizado históricamente como fuente de iluminación principal en edificios industriales y fábricas.

## Historia

### sigloXIX
A veces se le atribuyen al ingeniero y arquitecto británico William Fairbairn los primeros diseños de lo que denominó el principio del cobertizo (shed principle) posiblemente ya en 1827. En su "Tratado sobre molinos y carpintería", de 1863, Fairbairn afirmaba que: Contemporáneo con las mejoras arquitectónicas en los molinos [de 1827], se puso en práctica el principio del cobertizo iluminado desde el techo, o el sistema de "dientes de sierra". Se adaptó principalmente para la industria textil... Su uso se expandió rápidamente durante la revolución industrial, cuando una buena iluminación natural se convirtió en un requisito esencial de los procesos de fabricación y se requerían grandes áreas de espacio cerrado para albergar la maquinaria. El primer ejemplo documentado se puede encontrar en la Nave Textil del manufacturero Titus Salt en la colonia industrial de Saltaire Mills, cerca de Bradford, construida en 1851.

### Declive y reaparición

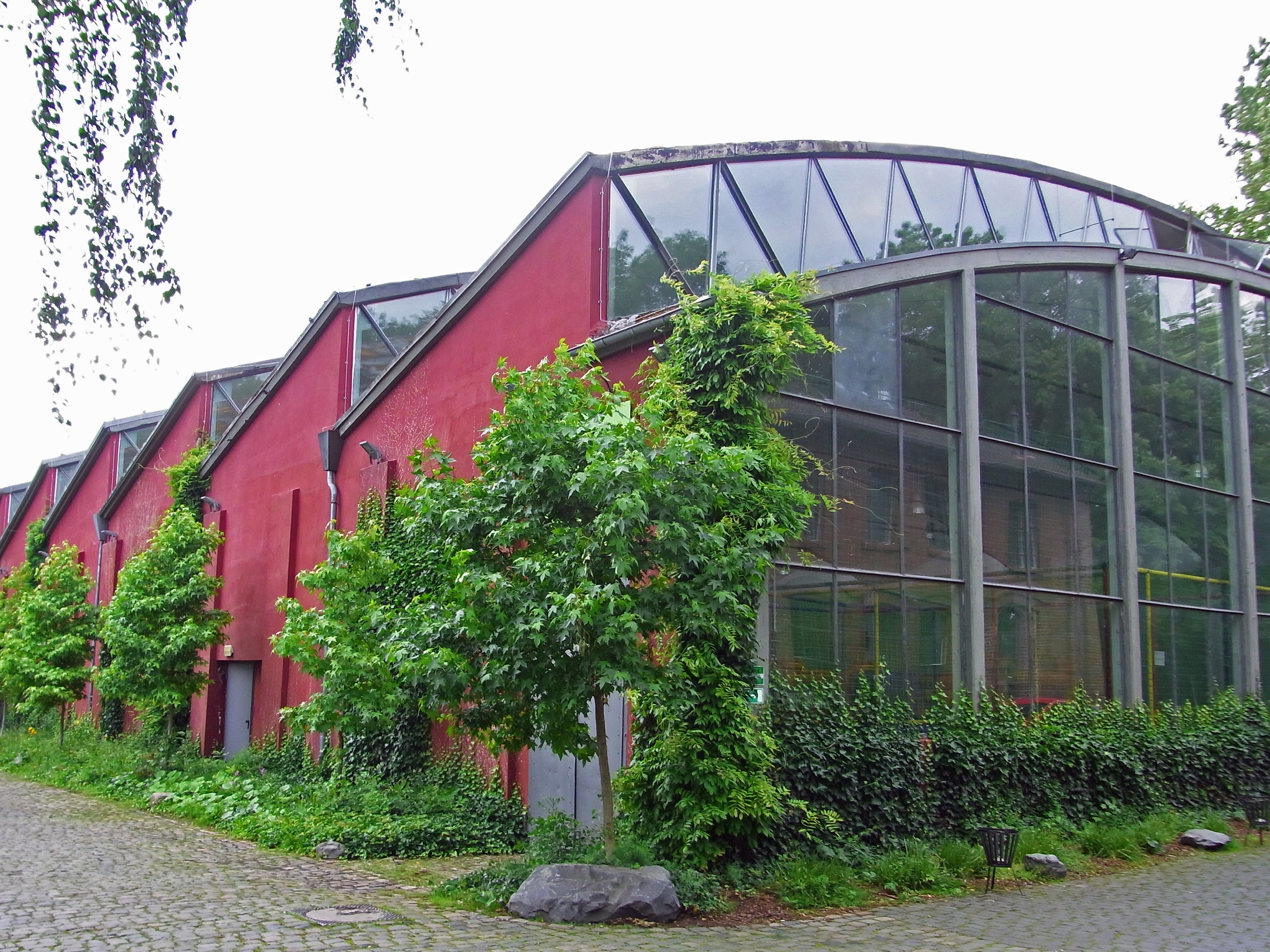
Diseño de la fábrica textil Elbers, Alemania

Hubo una disminución en su uso cuando la iluminación artificial se hizo prevalente, pero el diseño resurgió en el último cuarto del siglo XX y principios del siglo XXI, ya que los arquitectos y diseñadores dieron mayor importancia y valor a la introducción de luz natural en los edificios para mejorar su eficiencia ambiental.
Las razones del renovado interés en la iluminación natural incluyen el alto costo de los combustibles fósiles y la comprensión de que las fuentes de electricidad tienen una vida finita. Los aspectos menos tangibles de la iluminación natural se relacionan más con el espíritu humano y la calidad de vida.
El diseño en dientes de sierra, que a menudo se ve en los techos de las fábricas, se ha ganado elogios por su potencial para la instalación de sistemas de energía renovable. Los jueces del premio de la industria de la construcción británica reconocieron su potencial para la instalación de paneles solares.
Los techos en diente de sierra, en los que elementos modulares opacos se combinan con superficies transparentes, inclinadas o de varias formas, han vuelto a prevalecer. El dimensionamiento exacto de estos techos es muy importante tanto en términos de ahorro energético, debido a la reducción de la electricidad necesaria para la iluminación artificial, como en cuanto a la calidad de la visión.

## Ejemplos
- La Central Telefónica de Melbourne proporciona un ejemplo temprano de aproximadamente 1919 de un techo en dientes de sierra construido con hormigón armado.[7]

- Otro ejemplo es el Edificio Sawtooth, en el número 930 de Dwight Way, en Berkeley, California, también conocido como la planta de fabricación de Kawneer.[8] Los edificios industriales de principios del siglo XX en Japón a menudo presentan este diseño.[9]

- El Ministerio de Medio Ambiente de Nueva Zelanda dispone de planos esquemáticos como referencia para el diseño de cubiertas con forma de diente de sierra.[10]